# Hemiarthrum setulosum
Hemiarthrum setulosum is een keverslakkensoort uit de familie van de Hemiarthridae. De wetenschappelijke naam van de soort is voor het eerst geldig gepubliceerd in 1876 door Carpenter in Dall.